# 归叶棱子芹
归叶棱子芹（学名：Pleurospermum angelicoides）为伞形科棱子芹属的植物。分布在中国大陆的云南、西藏等地，生长于海拔3,300米至3,700米的地区，多生长于林下沟旁湿处，目前尚未由人工引种栽培。